# كأس كرواتيا 2010–11
كأس كرواتيا 2010–11 (بالكرواتية: Hrvatski nogometni kup 2010./11.)‏ هو الموسم 20 من كأس كرواتيا. أقيم خلال الفترة 25 أغسطس 2010 وحتى 25 مايو 2011، وأشرف على تنظيمه اتحاد كرواتيا لكرة القدم، وكان عدد الأندية المشاركة فيه 48، وفاز فيه نادي دينامو زغرب.